# U 72 (U-Boot, 1941)
U 72 war ein deutsches U-Boot vom Typ VII C, das im Zweiten Weltkrieg von der deutschen Kriegsmarine als Schulboot zur Ausbildung von Angehörigen der U-Bootwaffe eingesetzt wurde.

## Geschichte
Der Auftrag für das Boot wurde am 25. Januar 1939 an die Germaniawerft in Kiel vergeben. Die Kiellegung erfolgte am 28. Dezember 1939, der Stapellauf am 22. November 1940, die Indienststellung unter Korvettenkapitän Hans-Werner Neumann am 4. Januar 1941.
Das Boot gehörte nach seiner Indienststellung bis zum 8. Juni 1941 als Schulboot zur 21. U-Flottille in Pillau und vom 9. Juni 1941 bis zum 1. Juli 1941 als Schulboot zur 24. U-Flottille in Memel. Dann kam es vom 2. Juli 1941 bis zum 30. März 1945 wieder als Schulboot zurück zur 21. U-Flottille in Pillau. Bei der Räumung des Stützpunktes vor der anrückenden Roten Armee verlegte U 72 nach Kiel.
U 72 war ein reines Schul- und Ausbildungsboot und absolvierte während seiner Dienstzeit keine Unternehmungen im Fronteinsatz.

## Verbleib
Das Boot wurde am 30. März 1945 in Bremen bei der Deschimag AG Weser bei einem Luftangriff der 8th Air Force der USAAF durch Bombentreffer versenkt. Das Wrack wurde am 2. Mai 1945 gesprengt und nach dem Krieg abgebrochen.